# Federi
Federi – wieś w Rumunii, w okręgu Hunedoara, w gminie Pui. W 2011 roku liczyła 267 mieszkańców.